# Милль, Генри
Генри Милль (англ. Henry Mill, ок. 1683—1771) — английский изобретатель, который в 1714 году изобрёл первую пишущую машину.

## Биография
Генри Милль работал инженером гидротехнических сооружений в «New River Company» и представил два патента на изобретение ещё при жизни. Одним из них был патент на изобретение каретных рессор, другим был патент на изобретение «Машины для расшифровки письма». Устройство, которое было похоже на пишущую машинку, отказались запатентовать и более о судьбе изобретения ничего не было известно.
Одной из ранних разработок пишущей машины считают «Пеллегрино Турри». Многие из этих ранних машин, в том числе Турри, были разработаны с целью предоставления возможности письма людей со слабым зрением.

## Примечание
1. ↑  Henry Mill Patents. Дата обращения: 24 марта 2008. Архивировано 13 декабря 2012 года.